# Rüdiger Lautmann
Rüdiger Lautmann (Coblenza, 22 de diciembre de 1935) es un sociólogo alemán. Fue el primer catedrático de una escuela superior alemana que en 1971 se dedicó al estudio de la discriminación de los homosexuales en la historia y en la actualidad.

## Vida
Lautmann crece en Düsseldorf y estudia inicialmente Derecho. Tras el segundo examen oficial y su doctorado ebn Derecho, comienza el estudio de Sociología, en el que también obtiene el doctorado. Tras sus primeros trabajos en Münster y en Bielefeld con Niklas Luhmann, Lautmann fue desde 1971 hasta su jubilación en el 2001 catedrático de Sociología y Sociología del Derecho en la Universidad de Brema.
Lautman vive con su pareja en Hamburgo. Allí dirige el Institut für Sicherheits- und Präventionsforschung, e.V. («Asociación del instituto para la investigación de la seguridad y la prevención»).

## Obra
Una de las primeras obras científicas de Lautmanns fue un proyecto empírico sobre las decisiones judiciales. Los resultados, publicados en 1972 en Justiz – die stille Gewalt (Justicia - La violencia tranquila), llamaron mucho la atención, en parte también fuerte rechazo, dentro de la Justicia y el Derecho, ya que rebatían la extendida creencia de decisiones judiciales basadas en la razón y destacaba los factores extrajudiciales.
Entre las publicaciones de Lautmann se encuentra la serie de escritos Sozialwissenschaftliche Studien zur Homosexualität (Estudios científicos sociales sobre la homosexualidad) publicados de 1980 a 1997, como editor, Homosexualität. Handbuch der Theorie- und Forschungsgeschichte (homosexualidad. Manual de la historia de la teoría y de la investigación.) y la obra Soziologie der Sexualität (Sociología de la sexualidad).
La importancia de Lautmann está en la influencia que ha tenido en la percepción de la homosexualidad en la sociología alemana. Junto con estudiosos como Martin Dannecker, entre otros, Lautmann consiguió que, a partir de la década de 1970, la homosexualidad dejara de ser vista como una enfermedad, ya que hasta la fecha era considerada exclusivamente un hecho patológico en la sociología alemana. Desde ese momento hasta por lo menos mediados de la década de 1990, Lautmann fue considerado como experto en el tratamiento penal de la sexualidad en general, y no sólo de la homosexualidad, gracias a publicaciones como Die Funktion des Rechts in der modernen Gesellschaft (La función del Derecho en la sociedad moderna) y Der Zwang zur Tugend - Die gesellschaftliche Kontrolle der Sexualitäten (La obligación de la virtud - El control social de las sexualidades).

## Polémica
Rüdiger Lautmann ha realizado varias publicaciones sobre estudios de la sexualidad en general y la homosexualidad en particular, en donde expresa sus opiniones al respecto de la pedofilia, en las cuales se ha mostrado inequívocamente a favor de que la sociedad sea más "tolerante" ante semejante "tendencia", lo que le ha valido varias críticas en los círculos científicos, políticos y periodísticos en Alemania. Actualmente (octubre de 2013) está siendo protagonista de una nueva polémica por semejantes actitudes. Después de que en la sociedad alemana fuera conocida la posición "pro pedofília" de los partidos Bündnis 90/Die Grünen y el FDP en los primeros ochenta, se ha creado una conciencia claramente a favor de la protección de los menores, en contra de la pedofília y todo tipo de tolerancia a su respecto.
Lautman declara al respecto:

Meine Interpretation der Pädophilie i.e.S. ist gelegentlich missverstanden worden bzw. sie hat sich nicht klar genug ausgedrückt [...] Meine Publikation war im Geiste einer »Befreiung« der Sexualität geschrieben, wie er die 1970/80er Jahre dominiert hatte, dann aber verwehte. [...] Auch die kritische Sexualwissenschaft hat ihre Position [...] stillschweigend korrigiert.
Mi interpretación de la pedofilia en su sentido más estricto ha sido ocasionalmente malinterpretada o no ha sido expresada de forma lo suficientemente clara [...] Mi publicación había sido escrita en el sentido de una «liberación» de la sexualidad, como la que dominaba en las décadas de 1970/80, que luego se desvaneció. [...] También la sexología crítica ha corregido [...] su posición en silencio.

## Publicaciones (selección)
- Con Maihofer, Werner; Schelsky, Helmut (Ed.): Die Funktion des Rechts in der modernen Gesellschaft. Jahrbuch für Rechtssoziologie und Rechtstheorie, Bd. 1. Bielefeld: Bertelsmann. 1970.
- Justiz – die stille Gewalt. Teilnehmende Beobachtung und entscheidungssoziologische Analyse Frankfurt/Main 1972.
- Editor con Fuchs, Werner y otros: Lexikon zur Soziologie., Opladen: Westdeutscher Verlag. 1973; 3 edición ampliada 1994 ISBN 3-53111-417-4; 4 ed. ampl. 2002/2003.
- Sozialwissenschaftliche Studien zur Homosexualität Berlin: Editorial rosa Winkel. Ocho vol. 1980 a 1997.
- Der Zwang zur Tugend. Die gesellschaftliche Kontrolle der Sexualitäten Frankfurt/Main: Suhrkamp. 1984.
- Editor: Homosexualität. Handbuch der Theorie- und Forschungsgeschichte, Frankfurt/Main: Campus. 1993.
- Die Lust am Kind. Portrait des Pädophilen, Hamburg: Ingrid Klein Verlag GmbH. 1994. ISBN 3-89521-015-3
- Editor con Jellonnek, Burkhard: Nationalsozialistischer Terror gegen Homosexuelle. Verdrängt und ungesühnt. Paderborn: Schöningh. 2002. ISBN 3-50674-204-3